# Rajasulochana
Pilliarchetty Bhakthavatsalam Naidu Rajeevalochana (en Télougou : రాజసులోచన), née le 15 août 1935 à Bezawada et morte le 5 mars 2013 à Chennai, est une actrice et danseuse indienne. Sa carrière au cinéma l'a amené à jouer dans plus de 300 films, en Télougou, Tamoul, Kannada, Malayalam et Hindi.

## Biographie
Elle naît à Bezawada, (devenue aujourd'hui Vijayawada), dans l'Inde britannique. Son père, Bhakthavatsalam Naidu,  travaille pour la compagnie de chemins de fer Indian Railways. Il est muté à Madras et est promu directeur général de M&SM Railway. La jeune Rajeevalochana suit une scolarité sans histoire. Son nom de scène, "Rajasulochana", est né d'une mauvaise retranscription de son nom par son établissement scolaire.
Elle se passionne pour la danse et étudie la danse classique indienne auprès de nombreux professeurs, dont Vempati Chinna Satyam et Vishnu Vysarka. Ses aptitudes sont mises à l'épreuve par H.L.N. Simha qui lui propose un rôle dans le film "Gunasagari", produit par Gubbi Veerana en 1953. C'est à partir des années 1950 que sa carrière d'actrice décolle, l'amenant à travailler au contact de nombreuses stars du cinéma indien de cette époque, dont M.G.Ramachandran, Sivaji Ganesan, Akkineni Nageswara Rao, M. N. Nambiar et A.P. Nagarajan.
En 1961, elle fonde l'école de danse "Pushpanjali Nritya Kala Kendram" à Chennai.  Mariée à l'acteur C.S. Rao, elle est mère d'un fils, Shyam, et de deux filles, Devi et Shree.

## Décès
Rajasulochana meurt à Chennai le 5 mars 2013 à l'âge de 77 ans.

## Filmographie

### Années 1950
- 1953 : Gunasagari
- 1953 : Kanna Talli
- 1954 : Anta Manavalle
- 1954 : Bedara Kannappa
- 1954 : Sri Kalahastiswara Mahatyam : Chintamani
- 1955 : Pennarasi
- 1956 : Chori Chori : la femme de Bhagwan
- 1956 : Marma Veeran
- 1956 :  Penki Pellam
- 1956 : Rangoon Radha : Radha
- 1956 : Gulebhagavali : Nagmatha
- 1956 : Sontha Ooru
- 1957 : Alladdin Ka Chirag
- 1957 : Allauddin Adhbhuta Deepam : Sitara, la danseuse
- 1957 : Allavudeenum Arputha Vilakkum
- 1957 : Ambikapathy : Kannamma
- 1957 : Sarangadhara
- 1957 : Suvarna Sundari : Jayanthi
- 1957 : Todi Kodallu : Navaneetham
- 1957 : Vanangamudi : Ambige
- 1958 : Sitaron Se Aage
- 1958 : Thai Pirandhaal Vazhi Pirakkum
- 1958 : Bhuloka Rambhai
- 1958 : Manchi Manasuku Manchi Rojulu
- 1958 : Mangalya Balam
- 1958 : Pelli Naati Pramanalu: Radha Rani
- 1959 : C.I.D. Girl
- 1959 : Jayabheri : Narthaki Amrutha
- 1959 : Raja Makutam : Prameela
- 1959 : Thaai Magalukku Kattiya Thaali

### Années 1960
- 1960 : AAi Phirse Bahar
- 1960 : Mahakavi Kalidasu
- 1960 : Kavalai Illaadha Manithan
- 1960 : Shantinivasam
- 1961 : Arasilangumari : Azhagurani
- 1961 : Navallan Vazhvan
- 1961 : Iddaru Mitrulu : Sarala
- 1961 : Sabash Raja
- 1962 : Chitti Tammudu
- 1962 : Tiger Ramudu
- 1963 : Tirupathamma Katha
- 1963 : Valmiki
- 1963 : Parisu
- 1964 : Babruvahana : Uloochi
- 1964 : Velugu Needalu
- 1965 : Pandava Vanavasam : danseuse
- 1967 : Konte Pilla

### Années 1970
- 1972 : Tata Manavadu : Geetha
- 1974 : Chakravakam
- 1975 : Sila Nerangalil Sila Manithargal : Padma
- 1975 : Idhayakani
- 1977 : Gaayathri
- 1978 : Karunamayudu

### Années 1990
- 1992 : Chinna Kodalu : l'épouse du Dr. Prabhakar Reddy
- 1995 : Thodi Kodallu : la mère de Jayasudha et Malasri